# 玉木吉保
玉木 吉保（たまき よしやす）は、戦国時代から江戸時代前期にかけての武将。毛利氏の家臣。医師としても著名である。

## 生涯
天文21年（1552年）、玉木忠吉の子として誕生。永禄7年（1564年）、真言宗勝楽寺に入り修行する。下山後に毛利氏の家臣としての主要な行動を開始し、永禄12年（1569年）に旧領の周防国山口に侵入した大内輝弘追討に参加している（大内輝弘の乱）。
その後、天正年間には尼子氏の尼子勝久・山中幸盛らの追討に参加し、天正6年（1578年）の上月城の戦いにも加わっている。天正8年（1580年）6月、毛利氏と織田氏の対立が激しくなる中、上方に赴いて曲直瀬道三流の医術を修行する。修得後に帰国し、天正13年（1585年）の豊臣秀吉による四国征伐に参加。天正15年（1587年）頃より毛利氏の領国支配の強化のため、安芸国・備後国・周防・長門国・石見国・出雲国・伊予国等の検地を実施している。
文禄元年（1592年）から始まる文禄の役にも毛利氏家臣として出征し、朝鮮の地で代官職である「郡外邦」に任ぜられた。文禄2年（1593年）に朝鮮の地から引き上げ、豊臣秀吉による伏見城築城に参加している。慶長5年（1600年）の関ヶ原の戦いの時の行動は不詳であるが、敗戦後は毛利氏に従い周防・長門に移住した。その後50歳を過ぎて老境に入った事から自身の健康のためにも医術に専念するようになる。
寛永10年（1633年）、82歳の長寿で没した。

## 医師としての玉木吉保と「身自鏡」
玉木吉保の名は戦国武将としてよりも医師として知られている。多くの医術書を記し、その効用は現代でも通用する現代的なものである。

### 著書
- 歌薬性（生薬と効能を歌としてまとめた医薬書）
- 歌脈書（脈を診る方法をまとめた診療書）
- 医術車輪書（軍記物風に、病を敵に、薬を将に見立て、発病から治療〜投薬の流れを記した）

戦国乱世が終焉を迎えた元和3年（1617年）に玉木吉保は『身自鏡』を記した。これは毛利元就から毛利輝元、毛利秀就の3代に仕え、数多くの戦に参加した吉保の自叙伝であり、戦国武将の生活を知ることのできる貴重な資料となっている。
また、吉保は執筆や医術以外にも連歌や料理にも通じており、非常に教養の高い人物であったことがうかがえる。